# Влада за троном

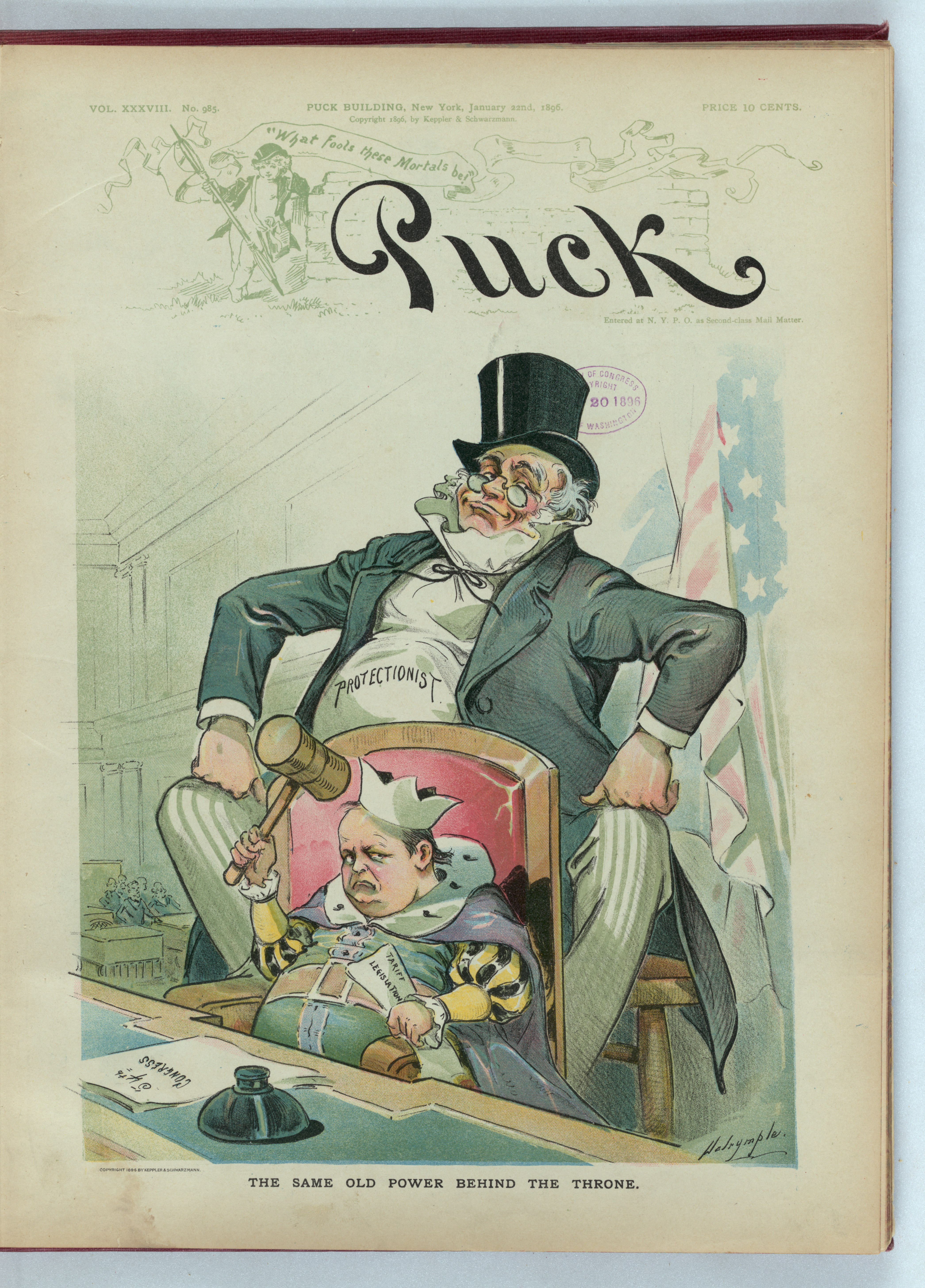
Карикатура на владу за троном

Влада за троном або Влада з-за престолу (англ.: Power behind the throne) — усталений вираз, словосполучення, що позначає людину чи групу людей, яка неофіційно здійснює реальну від імені високопоставленої особи, наприклад, голови держави. У політиці це найчастіше відноситься до родича, помічника чи номінального підлеглого політичного діяча (його часто називають «ширмою»), але насправді виконує функції фактичного лідера, реалізовуючи політику через великий вплив та/або майстерне маніпулювання.
Історично вираз «влада за троном» або «влада з-за престолу» виник в епоху Середньовіччя, коли на політику монарха впливала дружина, родич, радник тощо, який не сидів на троні (не був керівником держави), а стояв позаду нього — можливо, нашіптуючи у вухо монарху потрібні рішення, при цьому знаходячись у тіні, не будучи публічною особою. 
У Франції з часів Людовіка XIII до діячів, що були неофіційними впливовими особами стали застосовувати вираз «Сіра превелебність».
В ХІХ ст. в Іспанії, стосовно «таємного кабінету» радників короля виник інший термін — камарилья.
В сучасній політиці роль «влади за троном» можуть відігравати офіційні або неофіційні радники державних діячів. Іноді цей вплив приписують теорії змов.

## Історичні приклади
Ранніми прикладами «влади з-за престолу» є інститут Magister militum в період останніх десятиліть існування Римської імперії. 
Як правило це були видатні полководці, що походили з варварських, скіфських або слов'янських племен, і які зробили політичну кар'єру в Імперії. 
Так Флавій Стиліхон, генерал імператора Гонорія, Флавій Аецій у Валентиниана III, Рицимер в імператорів Авітуса, Майоріана, Лібії Сіверусі, Прокопія Антемія і Олібрії мали фактичну владу й правили «за троном» у Римі.  
Флавій Орест, батько майбутнього імператора Ромула Августа та король Рутенів Одоакр були фактичними правителями та «владою за троном» в Західній Римській імперії під час правління імператора Юлія Непота, а пізніше — імператора Ромула. 
Після створення Одоакром італійського королівства (Dux Italiae), остготський вождь Теодоріх за намовлянням Східного імператора Флавія Зенона захопив Італію й створив там остготську державу.
В Древній Індії прикладом «влади за троном» був Чанак'я, вчитель і радник Чандраґупти Маур'ї.
В історії України були наступні приклади «влади з-за престолу»:
- Малуша у Великого князя Київського Святослава.
- Софія Гольшанська у Короля Польщі, володаря і спадкоємця Русі Владислава II Ягайло.
- Збігнев Олесницький у часи короля Польщі, володаря і спадкоємця Русі Казимира IV Ягеллончика.
- Филип Буонакорсі — від імені короля Казимира Ягеллончика проводив політичну, ставши експертом у справах Італії та Туреччини (в інтересах Венеції). Мав великий вплив на східну політику королів Польщі, Володарів та спадкоємців Русі Казимира IV та Яна I.
- Олена Іванівна у Великого князя Литовського і Руського Олександра Ягеллочика.
- Костянтин Острозький, Волинський князь, староста Брацлавський, Звенигородський і Вінницький, Великий гетьман Литовський, маршалок Волинський і староста Луцький, що вважався світським главою всього православного населення України того часу.
- Фридерик Ягеллончик — кардинал; допоміг забрати престол у свого брата Яна I Ольбрахта у 1492 році; у 1501 р. він сприяв обранню іншого брата Великого князя Литовського і Руського Олександра на Короля Польщі, Володаря і спадкоємця Русі.
- Бона Сфорца — друга дружина короля Польщі, Володаря і спадкоємця Русі Сигізмунда I Сталого, мати Сигізмунда II Августа та Анни Ягеллонки.
- Костянтин Василь Острозький, український князь, один з найзаможніших і найвпливовіших магнатів Речі Посполитої, воєвода Київський, маршалок Волинський, сенатор Речі Посполитої, якого також називали «некоронований король Русі-України».
- Михайло Вишневецький, український князь, каштелян Брацлавський, каштелян і воєвода Київський, староста Черкаський, Канівський, Любецький та Лойовський. Гетьман Війська Запорозького реєстрового, Гетьман українського козацтва, сенатор Речі Посполитої.
- Миколай Радзивілл — двоюрідний брат королеви Варвари Радзивілл, дружини Сигізмунда II.
- Урсула Мейєрін — неофіційний посередник у контактах короля Речі Посполитої, Великого князя Литовського і Руського Сигізмунда III Вази та королеви Ганни з іноземними послами та сенаторами Речі Посполитої.
- Єзуїти Петро Скарґа, Бернар Голинський та Андрій Боболя були радниками короля Сигізмунда III з внутрішніх та міжнародних питань.
- Марія Луїза Ґонзаґа, дружина королів Речі Посполитої, Великих князів Руських Владислава IV Ваза та Яна II Казимира.
- Марина Мнішек, дружина королів Дмитрія I та Дмитрія II.
- Марисенька — дружина короля Речі Посполитої, Великого князя Литовського і Руського Яна III Собеського, мала великий вплив на короля, який приймав лише послів у її присутності.
- Петро Могила — митрополит Київський, Галицький та всієї Русі. Мав великий влив на світську владу в Гетьманщині.
- Ельжбета Гелена Сенявська — мала вплив на політику Речі Посполитої та Гетьманщини.
- Єжи Август Мнішек, коронний маршалок, неофіційний голова придворного уряд під час правління короля Речі Посполитої, Великого князя Литовського і Руського Августа III.
- Ізабела Чарторийська — брала активну участь у політичному житті пізнього періоду Речі Посполитої.

Влада з-за престолу — ситуація, коли фактична влада перебуває в руках не того, хто є номінальним головою держави, а когось іншого, який знаходиться поруч з престолом у Франції часів династії Меровінґів пов'язана з такою інституцією як мажордоми.  
Ногай-хан, Мамай та Едигей були представниками «влади за троном» в Золотій Орді; 
Дієґо Порталес в Чилі мав великий вплив у політичному житті своєї країни на початку 1830-х років; 
Канцлер Німеччини Отто фон Бісмарк був фактичним правителем при імператорі та королі Пруссії Вільгельмі I. В період Мейдзі цю роль в Японії відіграв ґенро. 
У Сполучених Штатах Едіт Вілсон — друга дружина президента Вудро Вільсона — взяла на себе багато обов'язків та функцій уряду після того, як її чоловіка було частково паралізовано. 
Наприкінці XX ст. Ден Сяопін у Китаї був визнаний одним з лідерів країни, не обіймаючи посади ні Генерального секретаря, ні глави держави, ні глави уряду.

## Варіанти
Пов'язаний термін — «сіра превелебність» (франц.: «éminence grise»), особистий радник або помічник, який приймає основні рішення, але діє таємно, чи іншим неофіційним чином. Ця фраза спочатку стосувалася «правої руки» кардинала де Рішельє Франсуа Льоклєр дю Тромблє, капуцинського монаха, що носив сірі шати. 
Оскільки сам кардинал де Рішельє здійснював «владу з-за престолу» при королі Франції Людовіку XIII, носив червоні шати й мав титул «Його Превелебність», то його радник отримав прізвисько «Сіра превелебність».  
Мартіна Бормана називали «коричневим кардиналом» (Brown Eminence), через коричневу уніформу націонал-соціалістичної партії.
Сучасне вживання терміну «проконсул» як відповідника для представника іноземної держави, що впливає на внутрішні справи іншої країни, також застосовується як синонім означення «влади з-за престолу».